# Ivan Toplak
Ivan Toplak né le 21 septembre 1931 à Belgrade dans le royaume de Yougoslavie et mort le 26 juillet 2021 à Maribor (Slovénie), est un footballeur international et entraîneur yougoslave d'origine serbe qui évoluait au poste d'attaquant à l'Étoile rouge Belgrade dans les années 1950.
Toplak n'a marqué aucun but lors de son unique sélection avec l'équipe de Yougoslavie en 1956. 

## Carrière
- 1951-1954 : NK Olimpija Ljubljana  Yougoslavie
- 1954-1961 : FK Étoile rouge de Belgrade  Yougoslavie

## Palmarès

### En équipe nationale
- 1 sélection et aucun but avec l'équipe de Yougoslavie en 1956.

### Avec l'Étoile rouge de Belgrade
- Champion de Yougoslavie en 1956, 1957, 1959 et 1960.
- Vainqueur de la Coupe de Yougoslavie en 1958 et 1959.